# École de Cernay

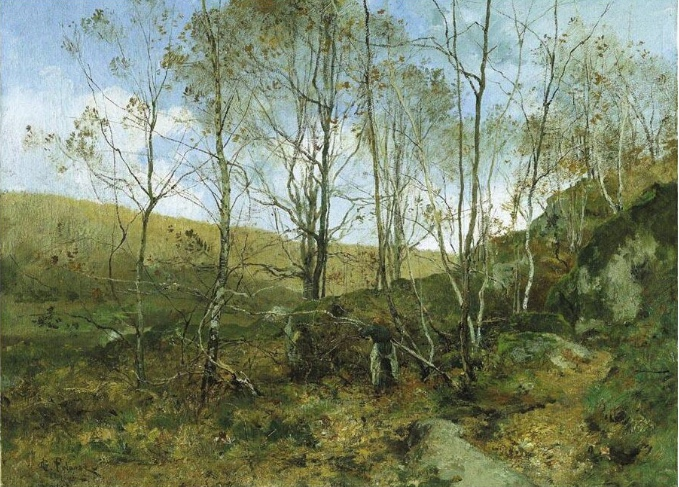
Dans le Bois de Cernay, tableau de Léon Germain Pelouse

L'école de Cernay désigne le rassemblement de peintres paysagistes inspirés par les Vaux-de-Cernay et ses alentours (département des Yvelines), dans la deuxième moitié du XIXe siècle. Léon Germain Pelouse en fut le chef de file.

## Peintres
Liste (non exhaustive) des peintres liés à l'école de Cernay :
- Jacques Raymond Brascassat (1804-1867)
- Édouard Debat-Ponsan (1847-1913)[1]
- Eugène Deshayes (1828-1891)][1]
- Henri Harpignies (1819-1916)
- Jules Lefebvre (1834-1912)[1]
- Constantin Meunier (1831-1905)[1]
- Léon Germain Pelouse (1838-1891)
- Antoine Vollon (1833-1900)[1]

## Élèves de Pelouse
- Madame Annaly
- Érnest Baillet
- Harriet Backer
- Émile Charles Dameron
- Nicolas Dracopolis
- Aaron Allan Edson (1846-1888)[2]
- Eugène Galien-Laloue (1854-1941)
- Léon Joubert (1851-1928)
- Kitty Lange Kielland (1843-1914)
- Emile Le Marié des Landelles (1847-1903)
- Flavien Peslin
- Albert Rigolot (1862-1932)
- Louis Telingue
- Percy Franklin Woodcock (1855-1936)[3]